# Wolfgang H. Staehle
Wolfgang H. Staehle (* 1938; † 1992) war ein deutscher Betriebswirt.

## Leben
Wolfgang Staehle absolvierte nach dem Abitur (1957) eine kaufmännische Lehre bei den Farbwerken Hoechst. Er studierte Betriebswirtschaftslehre an den Universitäten Frankfurt am Main und München. Sein Studium beendete Staehle 1965 als Diplom-Kaufmann. 1967 wurde er promoviert, und 1972 konnte er sich habilitieren. 1973 wurde Staehle zum Professor für Betriebswirtschaftslehre an der TH Darmstadt (heute TU Darmstadt) ernannt. Von 1979 bis 1992 lehrte er als Professor für Organisation und Führung am Fachbereich Wirtschaftswissenschaft der Freien Universität Berlin. Er entwickelte mit seinen Forschungen und Veröffentlichungen eine verhaltenswissenschaftliche Managementlehre.
Staehle gründete das Institut für Management, das sich auf die Gebiete Organisation und Führung spezialisiert hat. Zugleich umfasst das Institut seit seiner Gründung eigene Lehrstühle für die beiden Fächer Personalpolitik und Strategisches Management. Heute gehören zusätzlich zum Institut die Lehrstühle für Unternehmenskooperation, Wissensmanagement sowie Innovationsmanagement.
Zur strategischen Planung, die Staehle als Ideenlieferant sowie Analyseinstrument bewertete, beurteilte er die Chancen der Umsetzbarkeit von Maßnahmen wie folgt:
"Wird strategische Planung nur von oben her betrieben, werden die strategischen Maßnahmen nur zu 25 % realisiert oder in anderer Form weitergeführt. Das Versanden von 75 % der strategischen Ideen ist durch empirische Studien belegt.
Strategien, die aus allen Ebenen der Hierarchie auftauchen können, haben eine Realisierungschance von 75 %. Die Erfolge emergenter Strategien sind ebenfalls empirisch nachgewiesen."

## Veröffentlichungen
Autor
- Die Evolution des Managements. Neue Wege des Methoden- und Verhaltenstrainings für Entscheider in konkreten Problemen und Konflikten. Gemeinsam mit P. Bendixen u. Eberhard Schnelle. Verlag Schnelle, Quickborn 1968
- Kennzahlen und Kennzahlensysteme als Mittel der Organisation und Führung von Unternehmen. Gabler, Wiesbaden 1969
- Organisation und Führung soziotechnischer Systeme – Grundlagen einer Situationstheorie. Enke, Stuttgart 1973, ISBN 3-43201808-8.
- Funktionen des Managements. Eine Einführung in einzelwirtschaftliche und gesamtgesellschaftliche Probleme der Unternehmensführung. Haupt, Bern/Stuttgart 1983, ISBN 3-258-03207-6.
- Management. Eine verhaltenswissenschaftliche Einführung. 8. Auflage Vahlen, München 1999, ISBN 3-8006-2344-7.

Herausgeber
- Handbuch Management. Die 24 Rollen der exzellenten Führungskraft. Gabler, Wiesbaden 1991, ISBN 3-409-19934-9.